# Новая Некрасовка
Но́вая Некра́совка (укр. Нова Некрасівка, рум. Cugurlui, Necrasovca-Nouă) — село в Сафьянской сельской общине Измаильского района Одесской области Украины.

## История
Село Новая Некрасовка было основано русскими старообрядцами-некрасовцами в 1830—1831 годах. В 1832—1833 годах к ним присоединились старообрядцы из Шуры-Копиевской Подольской губернии. Разделение на некрасовцев и польшаков сохранялось на протяжении многих десятилетий. С 1867 года действует старообрядческая Введенская церковь. В 1862—1946 годах в селе располагался старообрядческий Архангельский мужской монастырь.

## Население
По данным переписи населения Украины 2001 года распределение населения по родному языку было следующим (в % от общей численности населения):
По Новонекрасовскому сельскому совету: украинский — 4,24 %; русский — 95,12 %; болгарский — 0,05 %; молдавский — 0,59 %.
В селе присутствует детский сад, дом культуры.